# Emir Sulejmanović
Emir Sulejmanović (13 de juliol de 1995) és un jugador de bàsquet de Bòsnia i Hercegovina, jugador de l'Iberostar Tenerife.